# Brahim Senouci
Brahim Senouci est un écrivain, maître de conférences et militant algérien, né en 1950 à Mascara en Algérie.
Professeur de sciences physiques à l'Université d'Oran durant de nombreuses années, il réside aujourd'hui en France. Il enseigne la physique à l'Université de Cergy-Pontoise.
Il est membre du Comité International d'Organisation du Tribunal Russell sur la Palestine.
Il est président de l'Association Génération 2010 qui travaille à l'articulation des mémoires dans l'espace français.
Il collabore avec différents journaux algériens, tels que le Quotidien d'Oran, Libre Algérie, la Tribune.
Il tient un blog: brahim-senouci@overblog.com